# بنو لام
بنو لام قبيلة عربية من طيء من كهلان سكنوا مع قومهم في جبل طيء ثم انتقلوا إلى نجد ثم انتقل جزء منهم إلى بادية العراق، وتنقسم قبائل بنو لام إلى الظفير والفضول وآل كثير (ليست آل كثير الهمدانية) وال مغيره
وقبيلة بنو لام هي أكبر قبيلة حكمت نجد حيث امتد نفوذهم في نجد إلى 400 عام
بني لام من القبائل القليلة التي نستطيع تتبع تاريخها دون انقطاع من العصر الجاهلي حتى الوقت الحاضر.  
انبثق بني لام عن طيء، السكان القدامى لمنطقة شمال نجد، وأصبحوا في العصور الوسطى قبيلة قوية كانت غزواتهم تصل حتى شواطئ البحر الميت.  
وفي منتصف القرن السادس عشر هاجروا نحو الشرق وعبروا بلاد الرافدين ووصلوا حتى أعتاب لورستان. وما زالوا حتى اليوم القبيلة البدوية الكبيرة الوحيدة في هذه المنطقة.

## التاريخ
- 771 هـ، أغارت عنزة على آل كثير وسبيع في أسفل سدير وأخذت لهم إبــلاً كثيرة ففزعوا عليهم ولحقوهم وحصل بينهم قتال شديد وأستنقذوا إبلهم.
- 779 هـ، أخذ آل كثير وزعب قافلة كبيرة لأهل نجد على اللصافة وهي خارجة من البصرة وفيها من الأموال شيء كثير.
- 861 هـ، اشتراك آل كثير في مناخ السر.. وفي هذه السنة حشدت قبائل عنزة ومعهم فريح بن طامي بن فريح رئيس بوادي آل كثير وتناوخوا هم والضفير ومن معهم من حرب وبني حسين وذلك في أرض السر، وأقاموا في مناخهم نحو عشرين يوماً وصارت الدائرة على الضفير وأتباعهم، وغنموا منهم عنزة وآل كثير من الإبل والأغنام والبيوت والأمتعة والأثاث شيئاً كثيراً وقتل من الفريقين عدد كثير.
- 871هـ غاره لعنزه على سبيع وآل كثير في سدير
- 883 هـ، تناوخ سبيع وآل كثير على ضرما وصارت الدائرة على آل كثير.
- 885 هـ، أخذ آل كثير قافلة لعنزة في الوشم.
- 891 هـ، أغارت سبيع على أهل العيينة وأخذوا أغنامهم فأستنجد أهل العيينة آل كثير وصبحوهم على العمارية وحصل بينهم قتال شديد وصارت الهزيمة على سبيع.
- 899 أخذ الدواسر لقوافل ال مغيره وآل كثير في بنان أو بنبان.
- 901 هـ، أغار آل كثير على أهل حرمة وأخذوا أغنامهم وراحوا معهم برعاة الغنم خوفاً من سرعة الطلب وكان هناك حطاب رآهم حين أخذوا الغنم فأخبر أهل البلد، وكان في البلد غزو من عنزة فأستنجد بهم أهل حرمة وفزعوا هم والغزو فلحقوا أغنامهم وأستنقذوها وأخذ عنزة غالب جيش آل كثير وقتلوا منهم أربعة رجال.
- 919 هـ، صبح عنزة آل نبهان من آل كثير في حاير المجمعة، وأخذوهم وقتل من الفريقين عدة رجال.
- 937 هـ، أغار آل نبهان من آل كثير على أهل العيينة وأخذوا أغنامهم ففزع عليهم أهل العيينة ولحقوهم في (الحيسية) وحصل بينهم رمي بالبنادق من بعيد فقتل ثنيان بن جاسر شيخ آل نبهان.
- 939 هـ، أخذ آل كثير وآل مغيرة قافلة لأهل الخرج خارجة من الأحساء بالقرب من الخرج وفيها من الأموال والأمتعة شيء كثير.
- 950 هـ، صبح أهل العيينة آل نبهان من آل كثير على (عقربا) وأخذوهم وكانوا قد أكثروا الغارات عليهم.
- 967 هـ، تناوخ الدواسر وآل مغيرة وآل كثير في العرمة أيام الربيع ومع آل مغيرة آل كثير وأقاموا في مناخهم نحو خمسة عشر يوماً يراوحون القتال ويغادونه طرداً على الخيل، ثم إنهم مشى بعضهم على بعض وحصل بينهم قتال شديد وصارت الهزيمة على الدواسر وغنم منهم آل مغيرة وأتباعهم غنائم كثيرة وقتل من الفريقين عدة رجال.
- 980 هـ، تناوخوا الدواسر وآل مغيرة على الحرملية، ومع آل مغيرة آل كثير. ومع الدواسر آل مسعود من قحطان، وأقاموا في مناخهم أكثر من عشرين يوماً يغادون القتال ويراوحونه طراداً على الخيل ثم إنهم اقتتلوا قتالاً شديداً وصارت الدائرة على الدواسر وأتباعهم، وغنم آل مغيرة وأتباعهم غنائم كثيرة وقتل من الفريقين عدة رجال.
- 998 هـ، تناوخوا الدواسر وآل مغيرة في الخرج، ومع الدواسر بوادي جنب من قحطان، ومع آل مغيرة سبيع والسهول وآل نبهان من آل كثير، وأقاموا في مناخهم أكثر من عشرين يوماً يغادون القتال ويراوحونه طرداً على الخيل، ثم مشى بعضهم على بعض وأقتتلوا قتالاً شديداً، وصارت الدائرة على آل مغيرة وأتباعهم وقتل من الفريقين عدة رجال.
- 999 هـ تناوخوا الدواسر وآل مغيرة في الخرج ومع الدواسر جنب من قحطان وآل روق من قحطان ومع آل مغيرة آل كثير وسبيع والسهول وآل صلال من الفضول وزعب وأقاموا في مناخهم أكثر من شهر يغادون القتال ويراوحونه طرداً على الخيل وأكلت الإبل أوبارها من طول المناخ ثم إنهم التقوا واقتتلوا قتالاً شديداً وصارت الهزيمة على الدواسر وأتباعهم وغنم منهم آل مغيرة ومن معهم غنائم كثيرة وقتل من الفريقين عدد كثير.
- 1009هـ مهاجمة عنزه لآل نبهان من آل كثير في سدير
- 1022 هـ منـاخ العرمة بين الفضول ومطير، كان مع الفضول آل كثير وآل مغيرة ومع مطير زعب وبني رشيد

وقتل من مشاهير مطير صلف بن حنيان البرازي
- 1030 هـ حشدت قبائل قحطان وقبائل الدواسر وتناوخوا على الحرملية ومع قحطان آل كثير ومع الدواسر سبيع والسهول وأقاموا في مناخهم نحو شهر يقع فيه مقاتلات ينتصف فيها بعضهم من بعض، ثم إنه مشى بعضهم على بعض وأقتتلوا قتالاً شديداً وصارت الدائرة على قحطان ومن معهم وغنم الدواسر ومن معهم غنائم كثيرة وقتل عدة رجال من الفريقين.
- 1047 هـ وقع غلاء ومحل أي قحط في البلدان وكان وقت شديد سمي بلادان، وقدمت قافلة لجساس رئيس آل كثير، وأتت إلى سدير والعارض، ولا وجدوا الزاد فيها يباع، ولاوجدوه إلا في الخرج، وأكتالوا منه.
- 1068 هـ تناوخوا الدواسر وقحطان في الخرج ومع قحطان سبيع والسهول ومع الدواسر آل كثير وأقاموا في مناخهم قريباً من شهر يغادون القتال ويراوحونه طرداً على الخيل وينتصف بعضهم من بعض ثم إنهم مشى بعضهم على بعض واقتتلوا قتالاً شديداً وصارت الهزيمة على الدواسر وأتباعهم وغنمت منهم قحطان ومن معهم غنائم كثيرة وقتل من الفريقين عدة رجال.
- 1073 هـ تناوخوا سبيع والسهول هم وآل مغيرة في الحيسية وقت الربيع وأقاموا في مناخهم نحو ثمانية أيام، ثم إن آل كثير جاءوا نجدةً لآل مغيرة ونزلوا معهم ومشى بعضهم على بعض واقتتلوا قتالاً شديداً وصارت الدائرة على سبيع والسهول وغنم آل مغيرة وآل كثير غنائم كثيرة وقتل عدة رجال من الفريقين.
- 1075 هـ حشدت قبائل قحطان وتناوخوا مع الفضول، ومع قحطان سبيع والسهول، ومع الفضول آل كثير وزعب وبني رشيد، وذلك على الأنجل الماء المعروف في أرض الوشم وأقاموا في مناخهم ذلك نحو عشرين يوماً يغادون القتال ويراوحونه طرداً على الخيل وينتصف بعضهم من بعض، ثم إنهم مشى بعضهم على بعض وأقتتلوا قتالاً شديداً وصارت الهزيمة على الفضول وأتباعهم وغنم قحطان ومن معهم غنائم كثيرة وقتل من الجميع خلائق كثيرة.
- 1081 هـ غزا براك بن غرير، آل نبهان من آل كثير على سدوس.
- 1085 هـ في هذه السنة حصل بين قبيلة آل كثير اختلاف أدى إلى قتال بينهم، وقتل منهم شهيّل بن غنام، من رؤسائهم.
- 1098 هـ (يوم الحاير) وفي هذه السنة جرت وقعة بين آل مغيرة وآل عساف من آل كثير في الحاير، قتل فيها من الفريقين عدة رجال، منهم محمد الخياري رئيس عربان آل مغيرة.
- 1098 هـ وفيها غزا محمد بن غرير حاكم الأحساء ورئيس بني خالد وقصد العارض وصبح آل مغيرة وآل عايذ وهم على الحاير ـ وأخذهم وقتل الخياري من رؤسائهم، ثم ارتحلوا من موضعهم، ونزلوا حائر المجمعة في سدير في أيام الصيف أو آخر الربيع، فأعاد الكره عليهم ابن عريعر وأخذهم وقتلهم، وغزا آل عساف من آل كثير فأطلبهم رفاقهم آل نبهان من آل كثير وقتلوا منه عدداً كثيراً في حاير سدير.
- 1099 هـ وفي هذه السنة قتل جساس رئيس بَوَادي آل كثير.
- 1099هـ وقعه بين عنزه وآل كثير وحلفاء ال كثير الضفير والرشايده.
- 1099 هـ (مقتل زيد بن مرخان): استبق زيد بن مرخان لولاية العيينة لقوتها المادية وكثرت الأموال، طمعاً فيها، فجهز الجنود، وسار إليه بقوة كبيرة من أهل الدرعية. ومعه دغيم بن فايز المليحي رئيس سبيع. وبوادي سبيع وآل كثير وغيرهم ومعه أيضاً الإمام محمد بن سعود. فقتل زيد مخدوعاً.
- 1105 هـ غزا نجم بن عبيدالله بن غرير، وأغار على آل كثير قبيلة معروفة بذلك الوقت. وهزموه ولجأ لـ قرية العطار المعروفة في سدير.
- 1133 هـ خرج سعدون بن محمد بن غرير حاكم الأحساء والقطيف ونواحيها ورئيس بني خالد إلى نجد بقواته ومعه المدافع، ونزل عقربا الموضع المعروف بين الجبيلة والعيينة وحجر آل كثير في العمارية القرية المعروفة في العارض وأقام على ذلك طيلة أيام القيظ ـ ثم سار إلى الدرعية ونهب فيها بيوتاً في الظهرة والسرحية وملوى المحلات المعروفة في الدرعية وحصل بينه وبينهم قتال قتل فيه من قومه قتلى كثير.
- 1137 هـ (وقعة الأصيقع) وفي ثالث عشر شعبان التقى ابن معمر وآل كثير عند الإصيقع المعروف في ناحيتهم، وانهزم ابن معمر، وقتل من أهل العيينه نحو عشرين رجلاً، ثم إن آل كثير ساروا إلى العمارية وحجروا إبراهيم في العمارية ومن كان معه من السطوة، فخرجوا من البلد لثمان خلت من شعبان، وقتل في تلك السطوة نحو خمسة وعشرين رجلاً.
- 1139 هـ سار آل كثير مع صاحب الدرعية زيد بن مرخان لنهب العيينة فأحتال أميرها حتى تخلص منهم.
- 1142 هـ، وفي هذه السنة قتل خرفاش محمد بن حمد بن معمر قتله آل نبهان من آل كثير وتولى في العيينة أخوه عثمان.
- 1150 هـ تناوخوا قحطان والدواسر على الأنجل الماء المعروف في أرض الوشم وأقاموا في مناخهم أكثر من عشرين يوماً يغادون القتال ويراوحونه طرداً على الخيل، ثم إن آل كثير جاءوا ونزلوا مع قحطان وجاءوا سبيع والسهول ونزلوا مع الدواسر ثم إنهم مشى بعضهم على بعض واقتتلوا قتالاً شديداً وصارت الهزيمة على قحطان وآل كثير وغنم منهم الدواسر وأتباعهم غنائم كثيرة وقتل من الفريقين عدة رجال.
- 1233 هـ، وفاة الشيخ دخيل بن جذلان بن محمد الكثيري.
- 1237 هـ، وفاة الشيخ حمد بن عبد الرحمن الدعيج، تولى إمامة جامع مرات أربعين سنة في وقته.
- 1241 هـ، وفي هذه السنة رحل إلى الأحساء الإمام تركي بن عبد الله آل سعود وتزوج فيه بنت هادي بن مذود رئيس عربان آل كثير وأقام نحو شهر، ثم رجع بها إلى الرياض.

• 1243 هـ، وفي هذه السنة أخذ هادي بن مذود رئيس آل كثير قافلة لأهل نجد فقتل قبل أنقضاء السنة.
• 1268 هـ، وفاة الشيخ / أحمد بن علي بن أحمد بن دعيج الكثيري، قاضي الوشم في عهد الإمام فيصل بن تركي آل سعود.
• 1280 هـ، وفاة الشيخ علي بن حمد الدعيج، إمام جامع مرات في وقته.
• 1335 هـ، وفاة الشيخ سعود بن مفلح بن دخيل بن جذلان الكثيري.
• 1340 هـ، وفاة عبد الحكيم بن عبد الرحمن الدعيج، معروف عند بادية نجد وهو المنسوبة إليه القهوة الحكيمة التي أشار إليها الشيخ محمد بن بليهد في كتابه صحيح الأخبار.
• 1344 هـ، وفاة الشيخ / محمد بن عبد العزيز بن سليمان بن ناصر بن سليمان العجاجي الكثيري.
• 1368 هـ، وفاة الشيخ علي بن دعيج بن حمد الدعيج، كان مؤذناً لجامع مرات لأكثر من ثلاثين سنة في وقته.
• 1379 هـ، وفاة الشيخ سعد بن سعود بن مفلح بن دخيل بن جذلان الكثيري اللامي الطائي.
• 1383 هـ، وفاة الشيخ علي بن عبد العزيز العجاجي.
• 1385 هـ، وفاة الشيخ / عبد الله بن عبد العزيز بن عبد الله بن سويّل الكثيري.
• 1388 هـ، وفاة الشيخ عبد الله بن عبد اللطيف الدعيج، مؤذن جامع مرات في وقته.
• 1389 هجري، وفاة الشيخ ناصر بن محمد بن ناصر الكثيري (رئيس ومؤسس هيئة النظر في عهد الملك عبد العزيز وكبير كثران الحريق في وقته)
• 1399 هـ، وفاة محمد بن علي بن عبد الرحمن الدعيج، معروف بالسماحة عند بادية نجد وإصلاح ذات البين وكان عضواً في هيئة النظر التابعة لمحكمة مرات وتوابعها.
•1429 هـ، وفاة الشيخ مدرهم بن قبلان بن منيف الكثيري من شيوخ قبيلة آل كثير في ضرية.
أحداث مهمة بتاريخ قبائل بني لام:
سنة 369 هجرية:
في هذه السنة سار أبو تغلب (وهو فضل الله بن ناصر الدولة بن حمدان) ومعه بنو عقيل (عقيل بن عامر بن صعصعة في هوازن) إلى الرملة وكان بها ابن الجراح (دغفل بن المفرج بن الجراح وهو جد ربيعة أبو آل فضل) والفضل (وهو قائد جيوش العزيز صاحب مصر فجمع الفضل العساكر من السواحل وكذلك جمع ابن الجراح ما أمكنه جمعه وتصاف الناس للحرب فلما رأت عقيل كثرة الجمع انهزمت ولم يبقي مع أبي تغلب إلا نحو سبعمائة رجل من غلمان ابنه، ولحقه الطلب فوقف يحمي نفسه وأصحابه فضرب على رأسه فسقط واخذ أسيراً إلى أبن الجراح فقتلة.
سنة 370 هجرية:
في هذه السنة سيرت العساكر من مصر لقتال المفرج بن الجراح. وسبب ذلك ان أبن الجراح عظم شأنه بأرض فلسطين وكثر جمعه وقويت شوكته، فجهز العزيز بالله العساكر وسيرها وجعل عليها القائد (بلتكين التركي) فسار إلى الرملة واجتمع إليه من العرب قبائل قيس وغيرها جمع كثير وكان ابن الجراح جمع يرمون بالنشاب ويقاتلوت قتال الترك، فالتقوا ونشبت الحرب بينهما وجعل (بلتكين) كميناً فخرج على عساكر ابن الجراح من وراء ظهورهم عند اشتداد الحرب فانهزموا واخذتهم سيوف المغيرين ومضى ابن الجراح إلى انطاكية فاستجار فاجاره.
سنة 379 هجرية:
في هذه السنة خرج ابن الجراح الطائي على الحجاج بين سميراء وفيد، ونازلهم فصالحوه على ثلاثمائة ألف درهم.
سنة 386 هجرية:
في هذه السنة جهز الحاكم بن العزيز بالله (أبو منصور نزار بن المعز أبي تميم معد بن العلوي صاحب مصر) يار ختكين للمسير إلى حلب لحصارها وسير معه العساكر الكثيرة فسار عنها حسان بن المفرج بن الجراح فلما رحل من غزة إلى عسقلان كمن له حسان وولده واوقع به وبمن معه وأسره وقتله وقتل من الفرقين قتلى كثيرة وحصر الرملة وملكوا الرملة وما والاها ومعظم ذلك مع الحاكم بن العزيز بالله وأرسل يعاتبهما وسبق السيف العذل وقد ضمن لهما ثم ان الحاكم جهز عسكراً إلى الشام واستعمل عليها علي بن جعفر فلما وصل إلى الرملة أزاح حسان عن تلك الأرض وكان المفرج والد حسان قد توفي مسموماً وضع الحاكم عليه من سمه فمبوته ضعف أمر حسان بن المفرج.
سنة 414 هجرية:
اجتمع حسان بن المفرج بن الجراح أمير طئ وصالح بن مرداس أمير بني كلاب وسنان بن عليان وتحالفوا على أن يكون حلب إلى عانة لصالح ومن الرملة إلى مصر لحسان بن المفرج ودمشق لسنان فسار حسان إلى الرملة فحصرها وبها (انو شيكين) فسار عنها إلى عسقلان واستولي عليها حسان بن المفرج.
سنة 427 هجرية:
في هذه السنة سار حسان بن المفرج بن الجراح في خمسة آلاف فارس من العرب والروم نجدة لمن في (الرها) فسمع ابن وثاب (هو شبيب بن وثاب النميري صاحب حران) بقربه فسار إليه مجداً ليلقاه قبل وصوله فخرج من الرها من الروم إلى حران فقاتلهم أهلها وسمع ابن وثاب الخبر فعاد مسرعاً فوقع على الروم فقتل منهم كثيراً وعاد المنهزمون إلى الرها.
سنة 462 هجرية:
في هذه السنة أقبل ملك الروم القسطنطينية في عسكر كثيف إلى الشام ونزل على مدينة منبج ونهبها وقتل أهلها وهزم محمود بن صالح وبني كلاب وابن حسان ابن المفرج الطائي ومن معهما من جموع العرب.
سنة 513 هجرية:
في هذه السنة سار جوسلين صاحب تل باشر بجمع من الفرنج من طبرية فكبس طائفة من طئ يعرفون بني خالد فأخذهم وأخذ غنائمهم وسألهم عن بقية قومه من بني ربيعة (ربيعة جد آل فضل) فأخبروه أنهم وراء الحزن بوادي السلالة بين دمشق وطبرية فقدم جوسلين وأصحابه وواعد أصحابه بأنهم الصبح يكبسون علي بني ربيعة فوصلهم الخبر بذلك فأرادوا الرحيل فمنعهم أميرهم من بني ربيعة وكانوا وكانوا في مائة وخمسين فارساً فوصلهم المائة والخمسون من الفرنج معتقدين ان جوسلين قد سبقهم أو سيدركهم فأضل الطريق وتساوت العدتان فاقتتلوا وطعنت خيول آل ربيعة فجعلوا أكثرهم رجاله (دون خيول) وظهر من أميرهم شجاعة وحسن تدبير وجودة رأي وهو أمير ربيعة (مرا بن ربيعة بن حازم الطائي) فقتل من الفرنج سبعون واسر اثنا عشر من مقدميهم بذل كل واحد في فداء نفسه مالاً جزيلاً وعدة من الأسرى، وأما جوسلين فإنه ضل الطريق وبلغه خبر الهزيمة فسار إلى طرابلس.
سنة 601 هجرية:
في هذه السنة سارت جموع من طئ وزبيد برئاسة آل ربيعة بن حازم الطائي يريدون أخذ قبائل قيس وهم (عقيل بن عامر بن صعصعة) فلما بلغ قيس، مسيرهم خافوا مخافة عظيمة فبعثوا الي ألأمير محمد بن أحمد بن أبي العيوني حاكم الاحساء بمجموعة وعساكره وسار لا يلوي على شيء حتى بلغهم والتقوا في لينه فغار عليهم فتطاردوا قليلاً فقتتلوا واسروا خلقاً كثيراً وأخذوا ما لا يعد ورجعوا سالمين. وفيها كانت واقعة المصارع ببدر بين أبوعزيز قتادة صاحب مكة وسالم بن قاسم بن جماز صاحب المدينة حيث رحف قتادة وحاصر المدينة ومني بها واشتد الحصار الي ان جاء المدد الي سالم بن قاسم من بني لام من طئ فاقتتلوا وهلك من الفرييقين خلق كتير وانهزم أبو عزيز قتادة ومن معه الي مكة.
سنة 658 هجرية:
سار الأمير نور الدين علي بن مجلي نائب حلب متوجهاً الي الساجور ليقيم على الفرات هو ومن معه من عسكر حلب لحفظ الفرات لئلا يعبر منها أحد من التتار قاصداً الشام ووصل الي الأمير شرف الدين عيسي بن مهنا (أمير آل فضل بن ربيعة) وأقام عنده فبلغ نواب التتار ذلك فجهزوا إليهم جماعة من عرب خفاجة لكسبهم فحشدوا وتوجهوا نحوهم فوصل الخبر الأمير نائب حلب وكان يقظاً فركب إليهم والتقاهم وكسرهم أقبح كسرة واخذ منهم الفا ومائتي جمل.
سنة 678 هجرية:
أمر المنصور قلاوون بتجهيز عسكرا الي دمشق لقتال الملك الكامل شنقر الأشقر ومقدمهم الأمير علم الدين سنجر الحلبي وخرجوا من مصر إلى جهة الشام فصار عسكر دمشق الذي بالرملة كلما تقدم العسكر المصري منزلة تأخر هو منزلة إلى أن وصل أولهم الي دمشق في يوم الأربعاء ثاني صفر خرج الملك الكامل من دمشق بنفسه بجمع من عنده من العسكر وضرب دهليزه بالجسور وخيم هناك بجميع الجيش واستخدم المماليك وانفق الأموال وجمع خلقاً عظيماً وحضر عنده عرب الأميرين ابن مهنا وابن حجي وهما (عيسي بن مهنا أمير آل فضل بن ربيعة وأحمد بن حجي أمير آل مرا بن ربيعة) ونجدة وحلب ونجدة حماه مقدمها الملك الأفضل نور الدين علي أخو صاحب حماه ورجاله كثيره من جبال بعلبك ورتب العساكر والاطلاب بنفسه وصف العساكر ميمنة وميسرة ووقف هو تحت عصائبه وسار العسكر المصري أيضا بترتيب هائل وعساكر كثيرة مرتبة والتقي الجيشان في يوم الأحد سادس عشر صفر وقت طلوع الشمس في المكان المذكور وتقاتلا أشد قتال وثبت كل من الطائفتين ثباتاً لم يسمع بمثله الا نادراً لا سيما الملك سنقر الأشقر فانه ثبت وقاتل قتالاً شديداً واستمر المصاف بين الطائفتين إلى ما بعد النهار ولم يقتل من الفرقين الا نفراً يسير جدا واما الجراح فكثيرة فلما كان من بعد النهار خامر أكثر عسكر دمشق على الملك الكامل سنقر وغدروا به وانضافوا الي المعسكر المصري وكان لما وقع العين على العين قبل أن يلتحم القتال انهزم عساكر حماة وتخاذل عسكر الشام على الكامل فمنهم من دخل بساتين دمشق واختفى بها ومنهم من دخل دمشق راجعاً ومنهم من ذهب إلى طريق بعلبك فلم يلتفت الملك الكامل لمن ذهب منه من العساكر وقاتل فلما انهزم عنه من ذكرنا في حال القتال ضعف أمره ومع هذا استممر يقاتل بنفسه ومماليكه إلى أن رأي عيسي بن مهنا آل فضل الهزيمة على الملك الكامل أخذه ومضي به الرحبة وأنزله عنده ونصب له بيوت الشعر وأما الأمير شهاب الدين بن حجر فانه دخل دمشق بالأمان ودخل في طاعة الملك قلاوون.
سنة 680 هجرية (هزيمة التتار):
في هذه السنة من يوم الخميس رابع عشر من شهر رجب ركب السلطان ورتب العسكر فجعل في الميمنة الملك المنصور صاحب حماه والأمير بدر الدين بيسري والأمير علاء الدين طيبرس الوزيري والأمير عزالدين أيبك، الأفرم والأمير علاء الدين كشتغدي الشمس ومضي فيهم وجعل في رأس الميمنة الأمير شرف الدين عيسي بن مهنا وآل فضل وآل مرا أبناء ربيعة ((قال المقريزي في السلوك الجزء الأول ص 691 حضر جماعة كبيرة من آل مرا وآل فضل تكون زهاء أربعة الآف فارس شاكين السلاح علي الخيول المسومة وعليهم القز غندات الحمر من الآطلس المعدني واليباج الرومي وعلي رؤوسهم البيض مقلدين سيوفهم وبأيديهم الرماح وأمامهم العبيد تميل علي الركائب وترقص بتراقص المهاري وبأيديهم الجنائب ووراء هم الظعائن والحمول ومعهم مغنية تعرف بالحضرميه سافرة في الهودج وهي تغني :
وكنا حسبنا كل بيضاء شحمة ليالي لا قينا جذام iiوحميرا
ولما لقينا عصبة تغلبية يقودون جردا للمنية ضمرا
فلما قرعنا النبع بالنبع بعضه ببعض أبت عيدانه ان iiتكسرا
سقيناهم كأسا سقونا بمثلها ولكنهم كانوا على الموت أصبرا
فقال رجل هكذا يكون ورب الكعبة فكان كما قال فان الكسرة كانت أولاً على المسلمين ثم كانت النصرة لهم واستمر القتال بالتتار.. انتهي كلام المقريزي)) تابع عربان الشام ومن انضم إليهم وجعل في الميسرة الأمير سنقر الاسقر ومن معه من الامراء والأمير بدر الدين بيليك الأيدمري والأمير بدر الدين بكتاش أمير سلاح والأمير علم الدين سنجر الحلبي والأمير بجكا العلائي والأمير بدر الدين بكتوت العلائي والأمير سيف الدين صيرك ومضافيهم وجعل في رأس الميسرة التركمان بجموعهم وعسكر حصن الأكراد وجعل في الجاليش وهو مقدمة القلب الأمير حسام الدين طرناطي نائب السلطنة بديار مصر ومن معه من مضافه والأمير ركن الدين أياجي الحاجب والأمير بدر الدين بكتاش بن كرمون والمماليك السلطانية فاشرقت كراديس التتار وهم كعساكر المسلمين ولم يعتوا منذ عشرين سنة مثل هذه العدة ولا جمعوا مثل جمعهم هذا فان أبغا عرض من سيره صحبة أخيه منكوتمر فكانوا خمسة وعشرين ألف فارس منمنجه فالتحم القتال بين الفريقين بوطاه حمص قريباً من مشهد خالد بن الوليد يوم الخميس رابع عشر من رجب من ضحوة النهار إلى آخره فصدمت ميسرة التتار ميمنة المسلمين صدمة شديده ثبتوا لها ثباتاً عظيماً وحملوا على ميسرة المسلمين فانكسرت الميسرة وانهزم من كان فيها وانسكر جناح القلب الأيسر وساق التتر خلف المسلمين حتى انتهوا الي حمص وأرسلوا خيولهم ترعي في مرج حمص واما ميمنة المسلمين فإنها ثبتت وهزمت ميسرة التتار حتى انتهت إلى القلب الا الملك المنصور قلاوون فإنه ثبت تخت الصناجق ولم يبق معه غير ثلاثمائة فارس والكوسات تضرب وتقدم شنقر الأشقر وبيسري وطيبرس الوزير وأمير سلاح وايتمس السعدي ولاجين نائب دمشق وطرنطاي نائب مصر والدوإداري وأمثالهم من أعيان الأمراء إلى التتار وأتاهم عيسي بن مهنا آل فضل فيمن معه فقتلوا من التتار مقتلة عظيمة فكانت النصرة للمسلمين.(المقريزي السلوك الجزء الأول ص 692-693-694)
سنة 682 هجرية:
في هذه السنة توفي الأمير شهاب الدين أحمد بن حجي بريد أمير آل مرا بن ربيعة كان من فرسان العرب المشهورين كانت سراياه تغير إلى أقصى نجد وبلاد الحجاز ويؤدون له الخفر وكذلك صاحب المدينة الشريفة وكانت له المنزلة العالية عند الظاهر والمنصور قلاوون وغيرهما من الملوك وكانوا يدارونه ويتقون شره. (المقريزي السلوك الجزء الأول ص 700).
سنة 683 هجري:
في هذه السنة توفي الأمير شرف الدين عيسي بن مهنا أمير آل فضل ملك العرب في وقته وكانت له منزلة عظيمة عند الملوك لا سيما عند الملك الظاهر بيبرس البندقداري ثم تضاعفت عند الملك المنصور قلاوون وكان كريم الاخلاق حسن الجوار مكفوف الشر مبذول الخير لم يكن في العرب وملوكها من يضاهيه وكان عنده ديانة وصدق ولما مات ولى الملك المنصور قلاوون ولده مهنا عوضه وكان بين وفاته ووفاة أبن عمه الأمير أحمد بن حجي آل مرا دون سنه. (ابن تغري بردي النجوم الزاهره الجزء السابع ص 363 ص 89 الجزء الثامن).
سنة 693 هجرية:
في هذه السنة قتل الأمير عساف ابن الأمير أحمد بن حجي آل مرا أمير العرب. (ابن تغري بردي النجوم الزاهره الجزء السابع ص 363 ص 89 الجزء الثامن). وفي نفس السنة مات نجاد بن أحمد بن حجي أمير آل مرا وحضر ثابت بن عساف بن أحمد بن حجي إلى القاهرة واستقر عوضه.(المقريزي السلوك 2/83)
سنة 720 هجرية:
في هذه السنة قام فياض وسليمان أبناء مهنا وقطعهما الطريق على التجار ويخاف الركب الرعاقي من عرب مهنا فاقتضي رأي السلطان ان استدعي سيف ابن فضل أخي مهنا من البلاد وقرر معه أن أباه فضلً يمنع مهنا وأولاده من التعرض لركب العراق فقام في ذلك فضلً وخدع أخاه مهنا حتى كف عنهم ولم يتعرض لاحد منهم وبعث مهنا بابنه موسي إلى السلطان بأنه لم ييتعرض للركب فأكرمه السطان. (المقريزي السلوك 2-212).
سنة 743 هجرية:
في هذه السنة توفي الأمير شرف الدين وقيل مظفر الدين موسي بن مهنا بن عيسى ب مهنا بن مانع بن حديثه بن عقبه بن فضل بن ربيهة أمير آل فضل بمدينة تدمر وكان من أجل ملوك العرب. (أبن تغري بردي النجوم الزاهره).
سنة 744 هجرية:
في هذه السنة خرج فياض وآل مهنا عن الطاعة وأغاروا على عرب سيف بن فضل وأخذهم قفلا من بغداد الي نواحي الرحبة وكان لرجل واحد ما قيمته نحو مائتي ألف دينار سور ما لغيره من التجار.
سنة 748 هجرية:
في هذه السنة أغار فياض بن مهنا على جمال سيف وآل فضل وساقها وهي نحو خمسة عشر ألف بعير. وهم أبناء عم.
وفي نفس السنة سار أحمد بن مهنا وفياض وفواز وقاري يريدون آل مرا وقد نزلوا قريباً من سيف بن فضل فركب سيف بأل علي وآل مرا فنهبوا بيوته وأخذوا منها خمسمائة حمل دقيق وخمسة عشر ألف بعير ومر سيف علي وجهه إلى القاهرة الي السلطان فتنكر السلطان على أولاد مهنا وقدم أحمد بن مهنا عقيب ذلك فلم ير من السلطان إقبالاً.
وفي نفس السنة وقعت الحرب بين سيف بن فضل وعمر بن موسي بن مهنا أسر فيها سيف وقتل أخوه وجماعة من أصحابه.
سنة 751 هجرية:
في هذه السنة أوقع الشيخ حسن نائب بغداد والأمير حيار بن مهنا بن عيسي بطائفة من العرب وقتل منهم نحو المائتين وأسر كثير منهم ففر عدة منهم الي الرحبة فطلب الأمير حيار بن مهنا من أزدمر النوري نائب الرحبة تمكينه منهم فأبي عليه. وفيها اقتتل موسي بن مهنا وسيف بن فضل فانكسر سيف ونهبت أمواله.
سنة 753 هجرية:
في هذه السنة كثر بطش آل مهنا بالعربان بعد أن قووا واستفحل أمرهم حتي صار من أولاد مهنا بن عيسي بن فضل نحو مائة وعشرة ما منهم الا ومن له إمرة وإقطاعة فأكثروا شن الغارات وقطع الطريق على التجار حتي امتنعت السابله وذلك بعد موت السلطان الملك الناصر محمد فقبض فياض وسجن واستقرت لآخيه حيار فسكن الشر وسافرت القوافل وهي مطمئنة.
وفي نفس السنة استدعي حيار بن مهنا أولاد بن دلغادر في طائفة كبيرة من التركمان لينجدوه على سيف وكان سيف قد ألتجأ إلى بني كلاب فالتقي الجمعان فانسكرا التركمان وقتل منهم نحو سبعمائة رجل وأخذ منهم ستمائة أكديش.
سنة 759 هجرية:
في هذه السنة توفي الأمير سيف بن فضل بن مهنا بن عيسي بن مهنا بن مانع بن حديثة بن عقبة بن فضل في ذي القعدة وكان جوادا شجاعاً ولي إمرة آل فضل.
سنة 760 هجرية:
في هذه السنة اشتهر ان الأمير عز الدين فياض بن مهنا ملك العرب خرج على طاعة السلطان وتوجه الي العراق فوردت المراسيم السلطانية لمن بأرض الرحبة من العساكر الدمشقية وهم أربعة مقدمين في أربعة الأف وكذلك جيش حلب وغيره بطلبه واحضاره بين يد السلطان فسعوا في ذلك بكل ما يقدرون عليه فعجزوا عن لحاقه والدخول وراء البراري وتفارط الحال وخلص الي أرض العراق فضاق النطاق وتعذر اللحاق.
سنة 761 هجرية:
في هذه السنة ورد خبر موت فياض بن مهنا فاستبشر بذلك كثير من الناس وأرسل إلى السلطان بذلك الخبر يوم السبت الثامن عشر من ربيع الآخر.
سنة 762 هجرية:
في شهر شعبان قدم الأمير حيار بن مهنا من الديار المصرية فنزل القصر الابلق وتلقاه نائب السلطان وأكرم كل منهما الآخر.
وفيها يوم الثلاثاء سابع شوال مسك ستة عشر أمراء العرب بقلعة المنصورة منهم عمر بن موسي بن مهنا الملقب بالمصمع ومعيقل بن فضل بن مهنا وآخرون وذكروا أن سبب ذلك أن طائفة من آل فضل عرضوا للأمير سيف الدين الأحمدي أحد حكام المماليك الذي استاقوه إلى حلب وأخذوا منه شيئا من بعض الأمتعة وكادت الحرب تقع بينهم.
سنة 764 هجرية:
في هذه السنة سار الأمير قشتمر نائب حلب وكبس أمير آل فضل بعربه، بتل السلطان فركب العرب وقاتله فقتل في المعركة هو وولده محمد بن قشتمر وكان الذي قتله حيار بن مهنا أمير آل فضل وولده نعير بن حيار وكان ذلك يوم الجمعة خامس عشر ذي الحجة ولما بلغ الملك الأشرف عظم عليه وأرسل تقليدا للأمير اشقتمر المارديني بنايبة حلب على يد الأمير قطعوا بغا الشعباني وعزل حيار عن إمرة العرب وولاها عوضاً عنه زامل بن موسي بن عيسي بن مهنا.
سنة 776 هجرية:
في هذه السنة مات الأمير حيار بن مهنا بن عيسي بن مهنا بن مانع بن حديثة بن عقبة بن فضل بن ربيعة أمير آل فضل.
سنة 781 هجرية:
في هذه السنة توفي الأمير قارا بن مهنا بن عيسي بن مانع بن مهنا بن حديثة بن عقبة بن فضل بن ربيعة أمير آل فضل وملك العرب وكان كريماً جليلاً شجاعاً مشكور السيرة. (ابن التغري بردي الجزء 11 ص 245).
سنة 786 هجرية:
في هذه السنة توفي الأمير معيقل بن فضل بن عيسي بن مهنا بن مانع بن حديثه أمير آل فضل.
سنة 787 هجرية:
في هذه السنة توفي الأمير عثمان بن حيار بن مهنا بن عيسي بن مهنا بن مانع بن حديثه بن عقبه أمير آل فضل في ربيع الأول.
سنة 790 هجرية:
في هذه السنة قدم الأمير نعير بن حيار بن مهنا ملك العرب إلى الديار المصرية لرؤية الملك المنصور.
سنة 792 هجرية:
في هذه السنة سار منطاش ونعير بن مهنا أمير العرب وابن بزدغان التركماني وابن إينال التركماني في عسكر كثيف وحضروا به سليمه فلقيهم محمد بن قارا بن مهنا أمير العرب على سيزر فقاتلهم وقتل ابن بزغان وابن إينال وجرح منطاش وسقط عن فرسه فلم يعرف لانه حلق شاربه ورمى شعره حتي أدركه ابن نعير وأردفه خلفه وانهزم به بعد أن قتل من الفرقين عالم كبير. (أنعير ومحمد من أمراء آل فضل حصل بينهم خلاف ووقعت حروب على أثر ذلك)
وفي نفس السنة أغار الأمير يلبغا الناصري على الأمير نعير بن حيار فكسره وقتل جمعاً من عربانه.
وفي نفس السنة أغار الأمير يبلغا الناصري على آل علي ووسط منهم مائتي نفس ونهب كثيرا من جمالهم وعاد الي الشام.
سنة 794 هجرية:
في هذه السنة توفي الأمير عنقا بن شطي ملك العرب وأمير آل مرا بن ربيعة.
سنة 796 هجرية:
في هذه السنة ثارت عرب بني عيسي بقليوب يريدون قتل الوالي ففر منهم إلى القاهرة.
وفي نفس السنة ان الأمير محمد بن قارا أمير آل فضل خرج عن الطاعة والتحق بآل نعير وصار بعربانه في جملته.
وفي نفس السنة أن عامر بن ظالم انهزم من عرب زبيد بمن معه من آل مهنا إلى الفرات فغرق وغرق معه سبعة عشر من آل مهنا.
سنة 797 هجرية:
في هذه السنة أغار التركمان على عرب آل نعير وقتل ألف من عربانه وهلك لهم نحو ثلاثة آلاف بعير.
سنة 800 هجرية:
في هذه السنة قتل أمير آل فضل الأمير أبوسليمان بن عنقا بن مهنا بعد القبض عليه في كائنه جرت بينه وبين أبناء عمومته آل نعير بالقرب من الرحبة.
سنة 803 هجرية:
في هذه السنة ان الأمير شهاب الدين أحمد بن الشيخ توجه إلى الأغوار وجمع خلقاً كثيراً منهم عيسي بن فضل أمير آل علي وبني مهدي وعرب حارثة وابن القان والغزاوي فصادفوا جماعة تمرلنك التتري على ما يزيد ألفي فارس فقاتلوهم وقتلوا أكثرهم وأخذوا منهم ذهباً ولؤلؤاً وأنه مات من أصحابه تمرلنك أكثر من ثلاثة آلاف نفس بسبب البرد (المقريزي السلوك الجزء الثالث ص 1042).
سنة 806 هجرية:
في هذه السنة تحارب آل نعير بن حيار والتركمان وانهزم التركمان أقبح هزيمة. (السلوك ص 1160 الجزء الثالث).
سنة 807 هجرية:
في هذه السنة نزل العجل بن نعير بن حيار شرقي دمشق وأخذ ما وجد بها من الغلال.
سنة 808 هجرية:
في هذه السنة تغلب الأمير حكم التركماني على البلاد الحلبية حيث حارب آل نعير وكسره.
وفيها ولي الأمير العجل بن نعير إمرة آل فضل عوضاً عن والده.
وفيها سار الأمير عجل بن نعير بعربه، طالباً أخذ ثأره من جكم ومعه ابن صاحب الباز يريد أيضاً أخذ ثأر أخيه من جكم ومعه جمع من التركمان فتوجه بهم الأمير شيخ من المرج في ليلة الاثنين ثالث عشره إلى أن أنزل قارا ليلة الثلاثاء فوصل تقليد الأمير عجل بن نعير بإمرة العرب وقدم الأمير علان نائب حماة وحلب كان في مصر وقد استقر اتابك دمشق ونزل الأمير شيخ حمص يوم الخميس عشر بالرستن فوقف الأمير الشيخ نائب الشام والأمراء في الميمنة ووقف العرب في الميسرة فحمل جكم بمن معه على جهة الشيخ فكسره وتحول إلى جهة العرب وقد سار شيخ إليها وقاتلوا قتالاً كبيراً ثبتوا فيه فلم يطيقوا جموع جكم وانهزموا (ابن اياس بدائع الزهور الجزء الأول القسم الثاني ص 752).
سنة 809 هجرية:
في هذه السنة توفي الأمير نعير بن حيار بن مهنا ملك العرب قتله جكم في قلعة حلب (المقريزي السلوك الجزء الرابع ص 49).
سنة 818 هجرية:
في هذه السنة أخرب حسين بن نعير الرحبة ورعى زروع نواحيها وكان السلطان قد ولى إمرة العرب لحديثة بن سيف من آل فضل فعجز عن حسين أن يحاربه.
وفيها في التاسع عشر منه نزل حسين بن نعير على سليمه لاخذ الأمير حديثه ابن سيف فركب إليه وقاتله فظفر به حديثه وقطع رأسه.
سنة 819 هجرية:
في هذه السنة تحارب الأمير حديثة بن سيف آمير آل فضل والأمير عذرا بن علي بن نعير فانهزم الأمير عذرا.
سنة 820 هجرية:
في هذه السنة حدث خلاف بين الأمير حديثة بن سيف أمير آل فضل وغنام بن زامل آل مهنا من آل فضل كبير آل موسي ثم تصالحا.
سنة 821 هجرية:
في هذه السنة أوقع الأمير تنبك ميق نائب حلب بعرب آل علي من آل فضل قريباً من حمص وكسرهم وأخذ لهم ألف وخمسمائة جمل.
سنة 831 هجرية:
في هذه السنة كانت فتنة بين آل مهنا قتل فيها الأمير عذراء بن نعير واستقر أخوه مدلج عوضه في إمرة آل فضل.
سنة 833 هجرية:
في هذه السنة توجه الأمير قصروه نائب حلب والأمراء المجردون من مصر بمن معهم لمحاربة آل حسين بن نعير فلقوا جموعه تجاه قلعة جعبر فأخذ العسكر في نهب البيوت فخرج عليهم العرب فقتلوا كثيراً منهم وفيهم أتابك حلب وسلبوهم فعادوا إلى حلب بأسوأ حال.
سنة 839 هجرية:
في هذه السنة بعث السيد بركات بعثاً لمحاربة بشر من بطون حرب أحد قبائل مذحج ومنازلهم حول سعفان نزلوها من سنة عشر وثمنمائه وقد أخرجهم بنو لام من أعمال المدينة النبوية فكثر عبثهم وأخذهم السابله من المارة إلى مكة.
سنة 842 هجرية:
في هذه السنة أن الأمير تغرى برمش نزل على حلب ومعه الأمير طرعلي والأمير بار بن إينال بجموعهم من التركمان والأمير غادر بن نعير بعربه من آل مهنا فخرج إليهم بردبك نائب حماه ومعه جماعة من أفراد حلب فكانت بينهم وقعة قتل فيها وجرح جماعة من الفرقين.
سنة 851 هجرية:
في هذه السنة تناوخ الفضول وآل مغيره وهم أبناء عم على مبياض وصارة الكسرة على الفضول.
سنة 853 هجرية:
في هذه السنة تصالح آل كثير من الفضول بينهم بعد حروب وقعت بينهم.
سنة 855 هجرية:
في هذه السنة غزا زامل بن جبر رئيس الاحساء والقطيف بجنود عظيمة من البادية والحاضره وصبح الفضول وأخذهم ثم قصد بلاد الخرج وأقام بها هناك نحو هشرة أيام ثم غزا على آل مغيره وهم على الغزير فجاءهم النذير فانهزموا ولم يدركهم فقفل راجعاً الي وطنه.
وفيها أخذ الفضول قافلة كبيرة لعنزه.
وفيها أغار آل مغيره على عنزه في مبايض وأخذوا إبلا كثيره لعنزه فأدركتهم عنزه وردوا الإبل وقتل رئيس آل مغيره الشيخ لاحم بن مدلج الخياري.
سنة 857 هجرية:
في هذه السنة أغارت عنزه على آل غزي من الفضول وهم على تبراك فأخذوا إبلهم ففزعوا حين جاءهم الصريخ فلم يلحقوهم فرجعوا إلى أهلهم فلما وصلوا إليهم أمر عليهم رئيسهم الشيخ (جاسر بن سالم آل غزي) وقال لهم : أطلبوا إبلكم من عنزه فلعل الله يبدل لنا من إبلهم أكثر مما أخذوه منا وكان فيه شهامه وشجاعة فاستعدوا بالخيل والركاب وركبوا قاصدين عنزه هم إذ ذلك على جو إشيقر فأغاروا على إبل عنزه وهي عازبه في المروت وذلك بعد العصر فا ستاقوها وراح الصريخ إلى عنزه فأخبرهم ففزعوا وتبعوا الفضول فقاتلوهم تحت ظلام الليل ورجعت عنزه بدون إبلها.
سنة 863 هجرية:
في هذه السنة تناوخ الدواسر والفضول على تبراك وكان رئيس قاعد بن حسين رئيس الفضول سلطان بن مصيخ وأقاموا في مناخهم عدة أيام ثم أنه مشى بعضهم على بعض وحصل بينهم قتال شديد وصارت الهزيمة على الدواسر وقتل من الفرقين عدة رجال.
سنة 866 هجرية:
في هذه السنة غزا زامل بن جبر ملك الأحساء والقطيف ومعه جنود كثيره من الحاضره والبادية وتوجه إلى نجد وصبح آل مغيره وسبيع وأخذهم وكان آل مغيره قد أكثروا الغارات على بوادي الاحساء والقطيف ثم توجه إلى الخرج وأقام فيها نحو عشرة أيام ثم رجع الي وطنه.
سنة 869 هجرية:
في هذه السنة توفي العجل بن نعير أمير آل فضل وكان من خيار آل فضل.
سنة 870 هجرية:
في هذه السنة قتل وطبان الخياري شيخ آل مغيره قتلته عنزه عندما أغار على ابلهم.
سنة 871 هجرية:
أغارت عنزه على آل كثير وسبيع في أسفل سدير وأخذوا لهم ابلا كثيرة ففزعوا عليهم ولحقوهم وحصل قتال شديد وأنقذوا إبلهم.
سنة 876 هجري
في هذه السنة أخذ آل مغيره قافلة كبيرة لأهل نجد خارجه من الاحساء بالقرب من أبوجيفان الماء المعروف ونهبوا أموالهم.
سنة 877 هجري
في هذه السنة تناوخ آل مغيره والدواسر في أرض الخرج وأقاموا في مناختهم نحو خمسة عشر يوم يغادون القتال ويرواحونه ثم أنهم التقوا واقتتلوا قتالا شديدا فنكسر آل مغيرة وقتل من الفرقين خلق كثير.
سنة 879 هجري
في هذه السنة أغار آل كثير ومعهم العوازم وزعب على قافلة كبيرة لأهل نجد على اللصافه وهي خارجه من البصرة وفيها من الأموال والأمتعة شيء كثير.
سنة 880 هجري
في هذه السنة تناوخ الفضول والدواسر في الخرج وأقاموا في مناخهم عشرين يوماً وكان الفضول قد أرسوا الي آل مغيره يستنجدونهم فجاءوا إليهم وننزلوا معهم واستنجد الدواسر بسبيع فجاؤوا إليهم ونزلوا معهم ثم مشى بعضهم على بعض وحصل بينهم قتال شديد وصارت الكسرة على الفضول وآل مغيره وقتل من الفرقين قتل كثير.
سنة 881 هجري
في هذه السنة أغارت قبيلة عنزه على الفضول وهم على ثرمدا وأخذوا لهم إبلا كثيرة.
سنة 883 هجري
في هذه السنة تناوخ سبيع وآل كثير من الفضول على ضرما وصارت الدائرة على آل كثير وقتل من الفرقين عدة رجال.
وفيها أن سيف بن نعير أمير آل فضل وقرابته الغاوي خرجا عن الطاعة وان نائب حماة تقاتل مع الغاوي فانكسر نائب حماة وعسكره.
سنة 885 هجري
في هذه السنة أغار آل كثير من الفضول على قافلة لعنزه في الوشم ونهبوا ما بها.
وفيها أن سيف أمير آل فضل خرج عن الطاعة فحاربه نائب حماة أزدمر فقتل في المعركة وقتل معه جماعة من أمراء حماة.
سنة 891 هجري
في هذه السنة قتل زبن الخياري شيخ آل مغيره قتلته عنزه.
سنة 893 هجري
في هذه السنة طرد الأمير جابناي البدوي أمير آل مرا الأمير عامر بن مقلد عن حوران وتبعه والتقي بالجمعان بأرض المرج من غوطه دمشق فانكسر عامر بن مقلد وهرب إلى عند آل علي من الفضول بالمرج المذكور فخرج آل علي بأميرهم على جانباي فقتلوا منه جماعه وأخذوا منه خيلاً وكسروه وردوه الي حوران مكسوراً.
سنة 894 هجري
في هذه السنة أغارت قبيلة عنزه على قافلة صغيره للفضول ونهبتها.
سنة 899 هجري
أغارت الدواسر على قوافل آل مغيره وآل كثير ونهبوها.
سنة 901 هجري
في هذه السنة تعدى عجل بن عذقاء اللامي على حد صاحب مكة بالشرق فارتفع عرب شامان في الحرة وانخذل جماعة من عرب عجل فظفر بهم الشامانيون وقتلوا ابناً له وأخذوا له ثمانية وعشرون فرساً.
سنة 905 هجري
في هذه السنة نهبت قبيلة سبيع والسهول قوافل الفضول بالخرج.
سنة 908 هجري
في هذه السنة أغارت جماعة من عربان بني لام على الحجاج بالعقبة وأفردوا عليهم ثلاثة آلاف دينار فجبى أمير الحاج ذلك من الحجاج ودفعها لبني لام حتى مكنوهم من طلوع العقبة ودخلوا بركة الحاج وهم في أسوا حال.
سنة 911 هجري
في هذه السنة أغارت قبيلة عنزه على الفضول في المستوى وأخذوا لهم إبلاً كثيرة فلحقهم الفضول واستنقذوا أبلهم وحصل بينهم قتال شديد قتل فيه عدة رجال من الفرقين وقتل من مشاهير الفضول رجاء بن صلال ومن مشاهير عنزه ذياب بن مخيزيم.
سنة 912 هجري
في هذه السنة أغار بنو لام على ملاج نائب القدس وكسروه وقتلوا من المماليك السلطانية الذين خرجوا معه في التجريدة.
سنة 916 هجري
في هذه السنة أغار نائب دمشق ونائب حمص على الفضل بن نعير وأخذوا منهم جمالا وغنما مثيرة وقتلوا منهم جماعة.
سنة 917 هجري
في هذه السنة أغار نائب دمشق على آل علي من الفضول وعرب الجبل وكسهم وأخذ منهم جمالا كثيرة.
سنة 919 هجري
في هذه السنة أغارت قبيلة عنزه على آل كثير في حاير المجمعة وأخذوهم وقتل من الفرقينن عدة رجال.
وفيها أغارت آل مغيره على قاقلة لعنزه في العارض وقتلوا كبير القافلة سهاج بن جفين وشخبوط بن عقل بن زايد.
سنة 929 هجري
في هذه السنة غزا أجود بن زامل أمير الأحساء بجنود مثيرة من الحاضرة والبادية وصبح الفضول على حفر الباطن وغنم منهم.
سنة 938 هجري
في هذه السنة احتجزت قبيلة الفضول قوافل عنزه في سدير ثم بان رجل من آل غزي من الفضول وأدخلهم بحمايته فصاح عليهم الفضول وأخذوهم ووقع الشر بين الفضول واقتتلوا فيما بينهم وكثر الجراح بين آل غزي وبين آل برجس وآل صلال.
سنة 939 هجري
في هذه السنة أغار آل مغيره وآل كثير على قافلة لأهل الخرج خارجة من الأحساء بالقرب من الخرج وفيها من الأموال والأمتعة شيء كثير.
سنة 940 هجري
في هذه السنة اشتد الغلاء والقحط في نجد وانحدرت قوافل عنزه واكتالوا من البصرة وانحدرت قوافل الفضول وآل مغيره وسبيع واكتالوا من الأحساء وعند خروجهم ظهر بوجههم الدواسر واقتتلا قتالاً شديداً هلم فيه عدة رجال من الفرقين ولم ينهب من القافلة شيء.
سنة 951 هجري
في هذه السنة مناخ الفضول والدواسر على مبياض في هذه السنة تناوخ الفضول والدواسر على مبياض وأقاموا في مناخهم عدة أيام يغادون القتال ويراحونه طراداً على الخيل وكان الفضول قد أرسلوا الي آل مغيره يستنجدون بهم فجاءوا إليهم ونزلوا معهم ثم انهم مشى بعضهم على بعض واقتتلوا قتالا شديداً قتل فيه عدة رجال من الفرقين وصارت الهزيمة على الدواسر وتركوا أغنامهم ومحلهم وبعض إبلهم فغنم الفضول وآل مغيره وقتل من مشاهير الدواسر وقيان آل حسن.
سنة 955 هجري
في هذه السنة أغار آل كثير عل أهل العيينه وأخذوا منهم نحو عشرين بعيراً.
سنة 967 هجري
في هذه السنة تناوخ الدواسر وآل مغيره وآل كثير من الفضول في العرمة أيام الربيع ومع آل مغيره وآل كثير قبيلة سبيع وأقاموا في مناخهم نحو خمسة عشر يوماً يراوحون القتال ويغادونه طرادا على الخيل ثم مشى بعضهم على بعض وحثل بينهم قتال شديد وصارت الهزيمة على الدواسر وغنم منهم آل مغيره وآل كثير وأيباعهم غنائم كثيرة.
سنة 976 هجري
في هذه السنة أغارت الدواسر على قوافل الفضول وهي خارجة من الأحساء في العرمة وقتل من الفرقين عدة رجال منهم فلاح بن مصيخ من شيوخ الفضول.
وفيها أغار آل غزي من الفضول على أهل المجمعة وأخذوا أغنامهم فلحقوهم في المشقر وحصل بينهم قتال شديد وصارت الكسرة على آل غزي.
سنة 980 هجري
في هذه السنة تناوخ الدواسر وآل مغيره على الحرمليه ومع آل مغيره آل كثير وسبيع والسهول ومع الدواسر آل مسعود من قحطان وأقاموا في مناخهم أكثر من عشرين يوما ثم اقتتلوا قتالا شديداً فصارت الدائرة على الدواسر وأتباعهم وغنم آل مغيره وآل كثير وأتباعهم غنائم كثيرة وقتل من مشاهير الدواسر مسعود بن صلال وزبن بن رجا وعايض بن عفنان ومن مشاهير آل مغيره جساس بن عمهوج.
سنة 998 هجري
في هذه السنة تناوخ الدواسر وآل مغيره في الخرج ومع الدواسر قحطان ومع آل مغيره آل كثير وسبيع والسهول وأقاموا في مناخهم أكثر من عشرين يوماً ثم مشى بعضهم على بعض وقتتلوا قتالاً شديداً وصارت الدائرة على آل مغيره وأتباعهم وقتل من الجمع عدة رجال فمن مشاهير آل مغيره شافي الخياري ومساعد بن نبهان بن حصن ومن الدواسر ناصر بن مرضي البدراني ومن قحطان سعود بن سعيد وهويدي بن نشا.
سنة 999 هجري
في هذه السنة تناوخ الدواسر وآل مغيره في الخرج ومع الدواسر جنب من قحطان وآل ورق من قحطان ومع آل مغيره سبيع وسهول وآل كثير وآل صلال من الفضول وزعب وأقاموا في مناخهم أكثر من شهر يغادون القتال ويراواحونه طرداً على الخيل حتي أكلت الإبل أوبارها من طول المناخ ثم التقوا واقتتلوا قتالاً شديداً وصارت الهزيمة على الدواسر وأتباعهم وغنم آل مغيره وآل كثير ومن معهم غنائم كثيرة وممن قتل من مشاهير الدواسر خلف بن عفنان من المساعره ورميح بن فهيد شيخ الشكره وخليف بن عداي شيخ الغييثات ومن قحطان مرزوق بن معيض وعيد بن سعيدان وراجح آل مسعود ومن آل مغيره راضي بن هزاع ومخلف بن سرور ومن سبيع جبر بن قاعد وعلي بن سحمان ومن السهول وغضب بن بشر.
سنة 1022 هجري
في هذه السنة تناوخ الفضول ومطير ومع مطير زعب وهتيم ومع الفضول آل كثير وآل مغيره وذلك أيام الربيع في العرمة وأقاموا في مناخهم نحو عشرين يوماً يغادون القتال ويراوحونه طرداً على الخيل ثم مشى بعضهم على بعض واقتتلوا قتالا شديدا وصارت الهزيمة على مطير وأتباعهم وغنم الفضول غنائم كثيرة وقتل من الفرقين عدة رجال فمن مشاهير مطير وأتباعهم صنت بن صنيتان شيخ البرزان وراشد بن خلف من شيوخ زعب ومن الفضول صامل بن هميجان وجاسر بن عويد من آل كثير من الفضول.
سنة 1051 هجري
في هذه السنة أغار آل برجس من الفضول على أهل العيينه وأخذوا أغنامهم ففزعوا ولحقوهم وصار بينهم قتال شديد صارت الهزيمة على آل برجس.
سنة 1057 هجري
في هذه السنة قتل مهنا بن جاسر كبير الفضول.
سنة 1065 هجري
في هذه السنة تناوخت عنزه مع الضفير في النبقيه ومع الضفير مطير وآل غزي من الفضول وأقاموا في مناختهم نحو عشرة أيام يغادون القتال ويراوحونه طرداً على الخيل ثم مشى بعضهم على بعض واقتتلوا قتالا شديدا وصارت الهزيمة على الضفير ومن معهم وغنمت عنزه غنائم كثيرة وممن قتل من مشاهير الضفير حجاب بن نافل بن سويط وشديد آل حلاف ومن آل غزي فيحان بن شافي ومن مطير دخيل الله بن بخيت البرازي ومن عنزه سمير بن فراج ومخلف بن مطارد.
سنة 1066 هجري
في هذه السنة سار الشريف محمد الحارث إلى نجد وأغار على آل مغيره في عقربا وأخذ منهم شيئاً قليلاً.
سنة 1073 هجري
في هذه السنة تناوخ سبيع مع آل مغيره في الحيسيه ومع سبيع السهول وأقاموا في مناخهم نحو ثمانية أيام ثم أن آل كثير جاءوا نجدة لآل مغيره ونزلوا على بعض واقتتلوا قتالاً شديداً وصارت الهزيمة على سبيع والسهول وغنم منهم آل مغيره وآل كثير غنائم كثيره وممن قتل من مشاهير سبيع صنيدح بن علوش ومن السهول راشد بن سمحان ومن آل مغيره مشلح بن مروي وعكرش بن مثال.
سنة 1074 هجري
في هذه السنة تناوخ الفضول وقحطان وذلك على تبراك وحصل بينهم قتال شديد وصارت الهزيمة على قحطان وممن قتل من مشاهير قحطان درباس بن نفجان شيخ آل الجمل وابن مطالب شيخ السحمة ومن الفضول عبد الله قاسي ومن آل كثير شوئيشا بن خلف.
سنة 1075 هجري
في هذه السنة تناوخ قبيلة قحطان والفضول ومع قحطان سبيع والسهول ومع الفضول زعب وهتيم وآل كثير وذلك على الانجل الماء المعروف وأقاموا في مناخهم نحو عشرين يوماً يغادون القتال ويراوحونه طرداً على الخيل ثم مشى بعضهم على بعض واقتتلوا قتالا شديدا وصارت الهزيمة على الفضول وأتباعهم وقتل من الفرقين خلائق كثيرة.
سنة 1081 هجري
في هذه السنة كانت وقعة الأكيثال بين الفضول والضفير بنجد.
سنة 1082 هجري
في هذه السنة كانت وقعة الملتهبه بين الفضول والضفير.
سنة 1085 هجري
في هذه السنة وقع قحط شديد سمي بــ جرمان وفيها انحدرت بوادي الفضول إلى جهة الشرق ثم إلى جهة العراق ونزلوا نواحي الحويزه والعمارة وبقي لهم بقايا قليلة بالعراق ثم رجع منهم إلى نجد ومنهم من بقي هناك.
سنة 1088 هجري
في هذه السنة وقعة مناخة الظلغعة بين الشريف محمد الحارث والضفير وصارت الهزيمة على الضفير وكان مع الضفير رئيس الفضول الشيخ غانم بن جاسر حيث قتل بالمعركة.
وفيها أخذ براك بن غرير آل حميد الخالدي شيخ الأحساء والقطيف آل عساف من آل كثير قرب الدرعية.
سنة 1089 هجري
في هذه السنة تناوخ الدواسر وقحطان على الحرمليه وأقاموا في مناخهم عدة أيام يغادون القتال ويراوحونه طرداً على الخيل ثم مشى بعضهم على بعض واقتتلوا قتالا شديدا ثم أستنجدت قحطان بآل كثير فجاؤا إليهم ونزلوا معهم واقتتلوا قتالا شديداً وصارت الهزيمة على الدواسر فغنم قحطان وآل كثير أغنامهم.
سنة 1098 هجري
في هذه السنة حدثت الواقعة المشهورة بين آل مغيره وآل عساف من آل كثير وقتل من الفرقين عدة رجال.
وفيها غزا محمد آل غرير آل حميد شيخ الأحساء وصبح آل مغيره وعايذ في حاير سبيع وأخذهم وقتل منهم عدة رجال منهم محمد الخياري شيخ آل مغيره.
سنة 1099 هجري
في هذه السنة قتل جساس شيخ بوادي آل كثير في وقعة بينهم وبين عنزه.
سنة 1100 هجري
في هذه السنة أخذ الفضول والضفير الحاج العراقي عند التنومه.
سنة 1104 هجري
في هذه السنة تناوخ الضفير وآل غزي على اشيقر وصارت الدائرة على آل غزي وقتل من الفرقين عدة رجال.
سنة 1105 هجري
في هذه السنة عدا نجم بن عبد الله على آل كثير وحجروه في بلدة العطار واظهروه آل أبي سلمة.
سنة 1108 هجري
في هذه السنة تناوخ الفضول والضفير أيام الربيع في المستوى وأقاموا في مناخهم عدة أيام يغادون القتال ويراوحونه طرداً على الخيل ثم مشى بعضهم على بعض واقتتلوا قتالا شديدا وصارت الدائرة على الفضول وتعرف هذه الوقعة بالأبرق.
سنة 1112 هجري
في هذه السنة أغار ابن سويط على جماعة قليلة من آل غزي وحاصرهم.
سنة 1113 هجري
في هذه السنة أخذ أهل العيينه آل عساف من آل كثير على سدوس.
سنة 1119 هجري
في هذه السنة توفي منصور بن جاسر والمنشرح شيخ الفضول.
سنة 1132 هجري
في هذه السنة خرج الموالي (وهم عشيرة من آل فضل) في أنحاء حلب عن الطاة عة فأمرت الدولة ولاة عديدين للوقيعة بهم ومن هؤلاء الولاة وزير بغداد حسن باشا على أن يكون الكل تحت قيادة علي باشا مقتول زاده والي الرقة فتناوشت العساكر والعربان من كل جانب فأذاقوهم أنواع المعاطب فزال خطرهم.
سنة 1133 هجري
في هذه السنة خرج سعدون بن محمد بن غزير آل حميد أمير الأحساء ومعه جنود كثيرة من الحاضرة والبادية وقصد ديار نجد حيث حاصر آل كثير في عقربا ثم حجزهم في العمارية حتي سمدوا.
سنة 1137 هجري
في هذه السنة أغار آل كثير على عبد الله بن محمد بن معمر فانهزم ابن معمر وقتل من قومه نحو عشرين رجلاً.
سنة 1138 هجري
في هذه السنة تجمعت عشائر شمر وبنولام وساعده والشبل وعشائر أخرى فتحالفت وتعاهدت على مقاومة الحكومة ولم يتفق مثل هذا فأغارت على القرى والضياع وقطعت الطرق ومن ثم غزاهم الوزير أحمد باشا وأمر جيشه بالهجوم عليهم بأمل تأديبهم وإرغامهم على الطاعة فلم يشعروا إلا والسيوف عملت فيهم عملها فلم ينج منهم إلا قيلً.
سنة 1142 هجري
في هذه السنة قتل محمد بن حمد بن عبد الله بن محمد بن معمر رئيس العيينه قتله آل كثير.
سنة 1148 هجري
في هذه السنة أغارت قبيلة عتيبه على الفضول وهم في غفله وقتل من الفضول الشيخ زيد بن مصيخ.
سنة 1154 هجري
في هذه السنة أخذ ابن مصيخ من شيوخ الفضول قافلة كبيرة لآهل سدير خارجه من الزبير ومعهم أموال كثيرة وكان مع القافلة رفيق من آل صلال من الفضول فقام آل صلال على آل مصيخ ومن معهم وقتلوا منهم ثمانية رجال.
سنة 1329 هجري
في هذه السنة في رمضان تجمهرت عشائر البدور وآل غزي من الفضول والجوارين والعساكره والحسينات وآل أزيرق وسائر أعراب الشاميه وغيرهم وأحاطوا بالناصرية إحاطة السوار بالمعصم وأمطروا على السعدون ومن معهم رصاصاً حامياً وقد تدخلت الحكومة لحل هذه المشكلة التي وقعت بين السعدون وأعدائه.